# Jan Custers
Petrus Johannes Lodevicus (Jan) Custers, né le 10 septembre 1867 à Stratum à Eindhoven, et mort le 25 mai 1942 dans le stad de Venlo (nl) à Venlo, est un sculpteur néerlandais.

## Biographie
Jan Custers est né en 1867 à Stratum à Eindhoven.
Il est le fils de Lambertus Custers et de Henrica Ketelbueters. Il épouse Engelina Francina van Gardingen (1874-1951).
Il a étudié à l'école Saint-Luc à Gand.
Il a fondé un atelier d'art ecclésiastique à Stratum en 1894 dans lequel il a collaboré avec son jeune frère Alphons. L'atelier était situé à l'adresse actuelle Geldropseweg 20 (Eindhoven). La façade de cette maison, qui est encore en grande partie dans son état d'origine, a été dessinée par lui-même et la façade est richement décorée. Deux sculptures encadrant la fenêtre centrale représentent la sculpture et l'architecture, tandis que la peinture est symbolisée par un médaillon au-dessus de cette fenêtre. Dans les autels de l'atelier, des statues de saints et des images du Sacré-Cœur ont été réalisées, entre autres. Un certain nombre d'images sont protégées en tant que monument national. En 1930, Alphons mourut et deux ans plus tard, l'atelier fut fermé.
Il est mort en 1942 à Venlo.

## Galerie

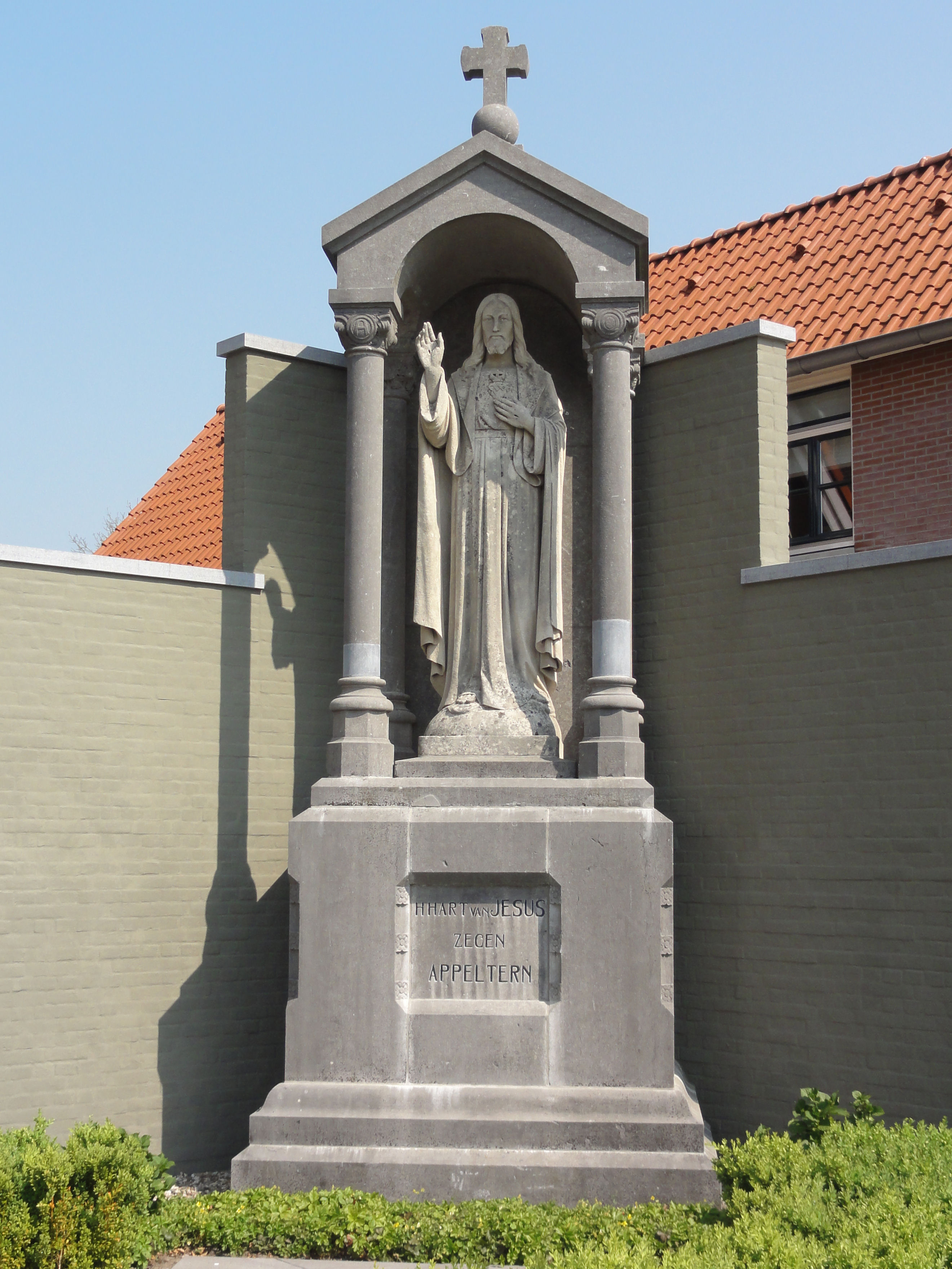
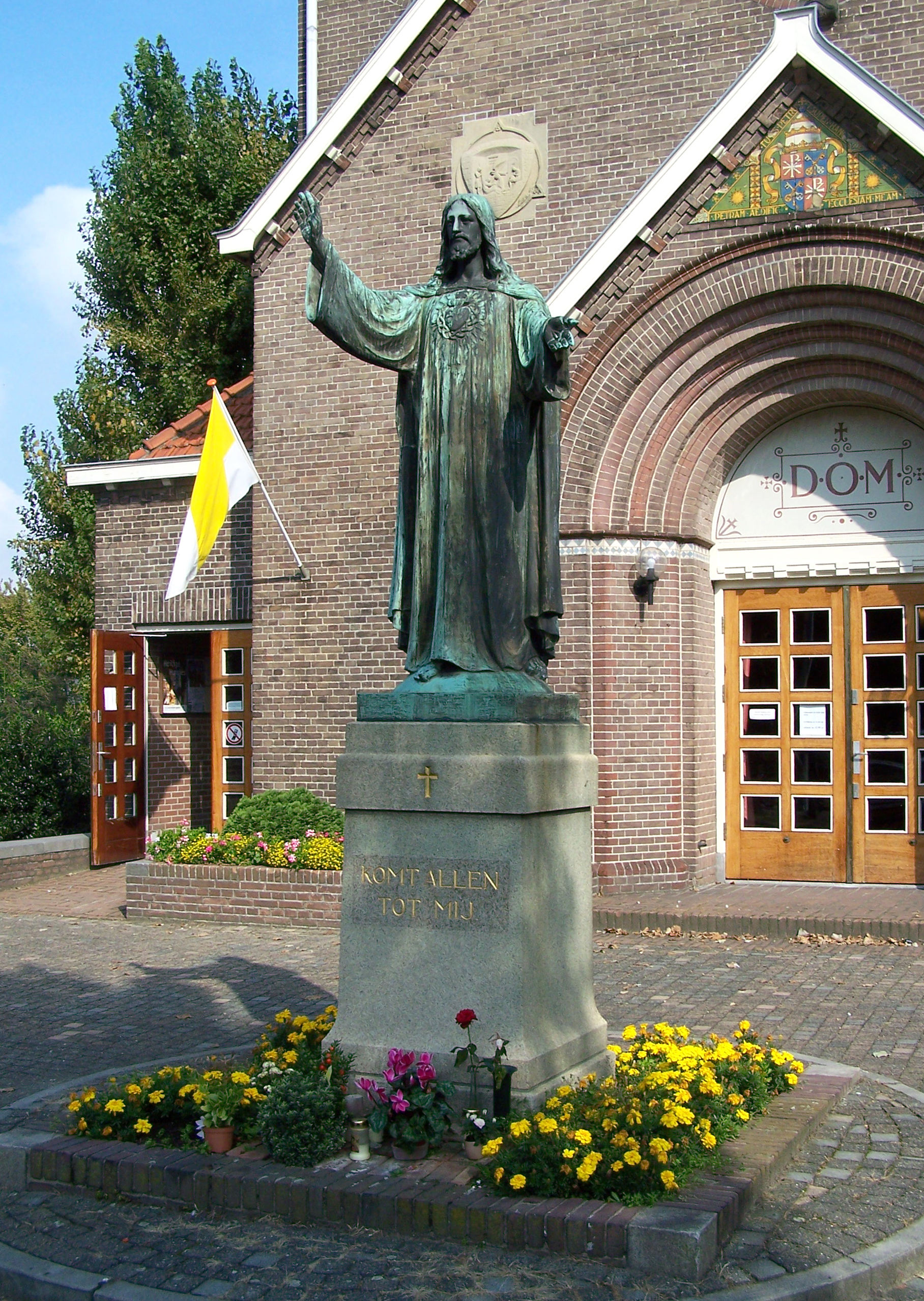
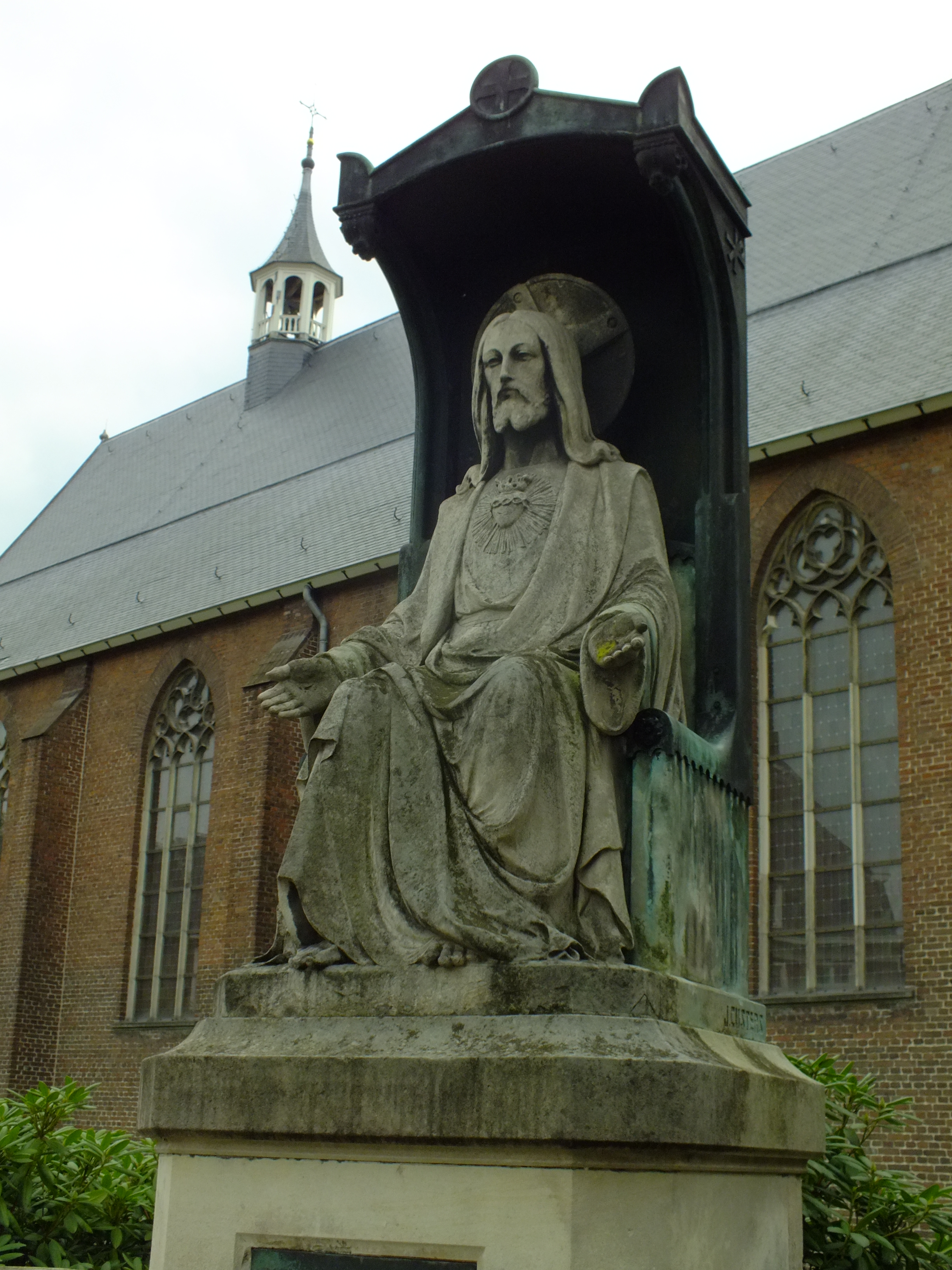
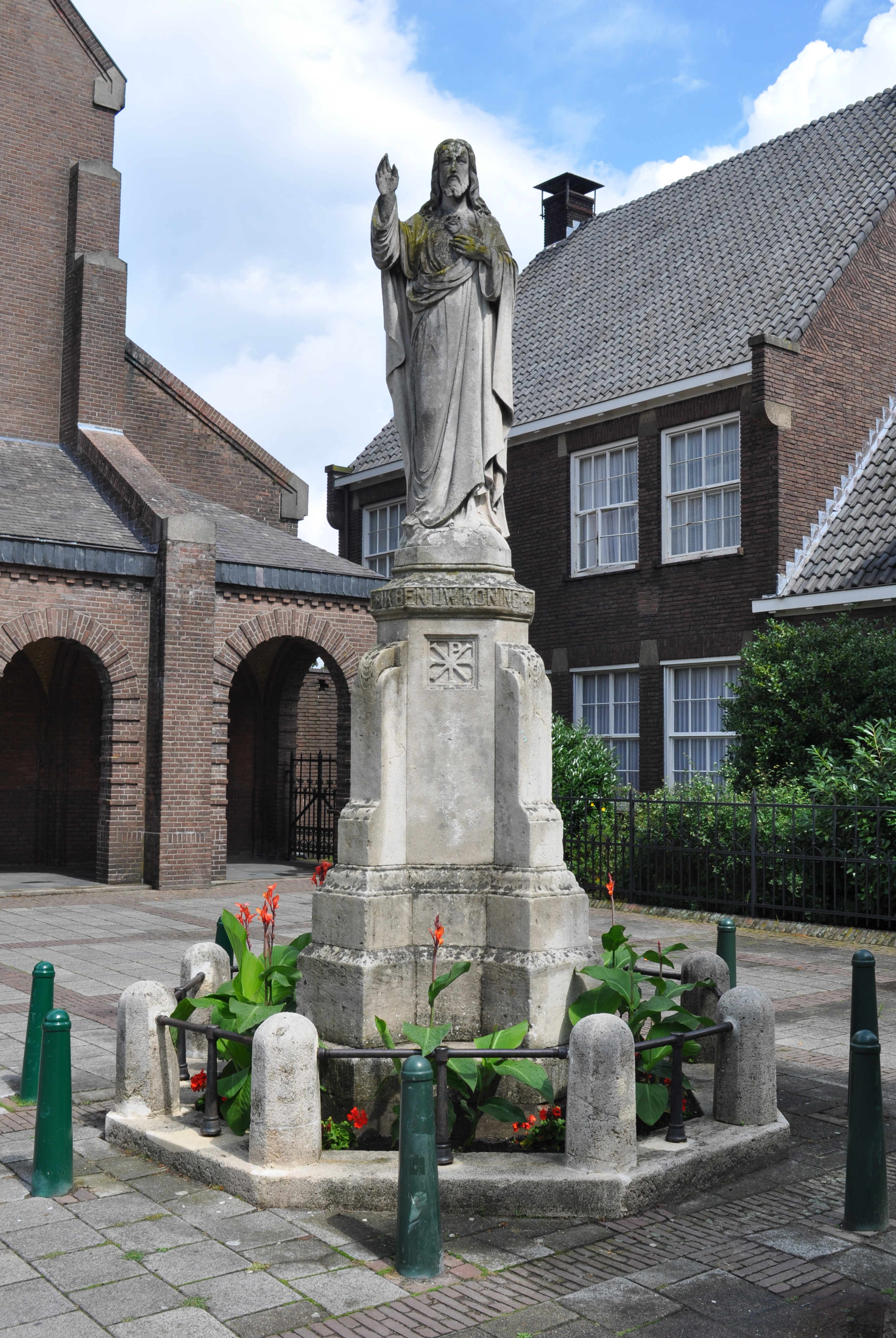

- Heilig Hartbeeld (Appeltern) (nl)
- Heilig Hartbeeld (Diemen) (nl)
- Heilig Hartbeeld (Schijndel) (nl)
- Heilig Hartbeeld (Waalre) (nl)